# Докшоков, Муса Ильясович
Муса Ильясович Докшоков (кабард.-черк. Дохъущокъуэ Ильяс и къуэ Мусэ, 3 сентября 1932, с. Сармаково, Нагорный район, Кабардино-Балкарская автономная область, РСФСР — 19 февраля 2015, Нальчик, Кабардино-Балкарская республика, Российская Федерация) — советский и российский государственный и общественный деятель, председатель Совета Министров Кабардино-Балкарской АССР (1984—1988).

## Биография
Окончил отделение журналистики Центральной комсомольской школы при ЦК ВЛКСМ, Кабардино–Балкарский государственный университет. По специальности ученый – агроном, кандидат сельскохозяйственных наук.
В 1950 —1957 гг. — второй, а затем первый секретарь Нагорного районного комитета ВЛКСМ,
- 1960—1969 гг. — первый секретарь Зольского районного комитета КПСС,
- 1969 —1974 гг. — первый заместитель председателя Совета Министров Кабардино-Балкарской АССР,
- 1974—1980 гг. — председатель Комитета Народного Контроля Кабардино-Балкарской АССР,
- 1980—1984 гг. — секретарь Кабардино-Балкарского обкома КПСС,
- 1984—1988 гг. — председатель Совета Министров Кабардино-Балкарской АССР,
- 1989—1994 гг. — председатель Центральной избирательной комиссии Кабардино-Балкарской Республики.
- 1994—2007 гг.— заместитель директора Кабардино-Балкарского института гуманитарных исследований Правительства КБР и КБНЦ РАН.

Являлся членом Совета старейшин при полномочном представителе Президента РФ в Южном федеральном округе, входил в состав Общественно-консультативного совета при Главе Кабардино-Балкарской Республики.
Неоднократно избирался членом бюро обкома КПСС, делегатом XXVII съезда КПСС и XIX всесоюзной партконференции, депутатом Верховного Совета РСФСР, депутатом Верховного Совета Кабардино-Балкарской АССР ряда созывов. Являлся членом КПРФ, членом рескома Кабардино–Балкарского регионального отделения КПРФ.
Автор книг  "Горные луга Северного Кавказа"(1972),  "Главная привилегия — ответственность за других" (1988),  "Докшоковы и Докшукины в Кабарде"(2001), "За неровной гранью перевала" (2003), "О времени, людях и земле" (2015).

## Награды и звания
Награждён орденом Трудового Красного Знамени, двумя орденами «Знак Почета», орденом «За заслуги перед Кабардино-Балкарской Республикой».